# Condado de Pike (Alabama)
El condado de Pike es un condado de Alabama, Estados Unidos. Tiene una superficie de 1741 km² y una población de 29 605 habitantes (según el censo de 2000). La sede de condado es Troy.

## Historia
El condado de Pike se fundó el 17 de diciembre de 1821.

## Geografía
Según la Oficina del Censo de los Estados Unidos el condado tiene un área total de 1741 km², de los cuales 1738 km² son de tierra y 3 km² de agua (0,17%).

### Principales autopistas
- U.S. Highway 29
- U.S. Highway 231
- State Route 10
- State Route 87
- State Route 93

### Condados adyacentes
- Condado de Bullock (noreste)
- Condado de Barbour (este)
- Condado de Dale (sureste)
- Condado de Coffee (sur)
- Condado de Crenshaw (oeste)
- Condado de Montgomery (noroeste)

### Ciudades y pueblos
- Banks
- Brundidge
- Goshen
- Troy

## Demografía
| Población histórica Año Población ±% 1900 29 172 — 1910 30 815 +5.6 % 1920 31 631 +2.6 % 1930 32 240 +1.9 % 1940 32 493 +0.8 % 1950 30 608 −5.8 % 1960 25 987 −15.1 % 1970 25 038 −3.7 % 1980 28 050 +12.0 % 1990 27 595 −1.6 % 2000 29 605 +7.3 % |           |         |
| Población histórica |           |         |
| Año | Población | ±%      |
| 1900 | 29 172    | —       |
| 1910 | 30 815    | +5.6 %  |
| 1920 | 31 631    | +2.6 %  |
| 1930 | 32 240    | +1.9 %  |
| 1940 | 32 493    | +0.8 %  |
| 1950 | 30 608    | −5.8 %  |
| 1960 | 25 987    | −15.1 % |
| 1970 | 25 038    | −3.7 %  |
| 1980 | 28 050    | +12.0 % |
| 1990 | 27 595    | −1.6 %  |
| 2000 | 29 605    | +7.3 %  |